# Eulocastra seminigra
Eulocastra seminigra is een vlinder uit de familie spinneruilen (Erebidae). De wetenschappelijke naam is voor het eerst geldig gepubliceerd in 1914 door Hampson.
De soort komt voor in tropisch Afrika.